# Volpi Kupa
A Volpi Kupa a Velencei Nemzetközi Filmfesztivál elismerése, melyet 1935 óta ítélnek oda. A díjat minden évben a legjobb alakítást nyújtó színész, illetve színésznő veheti át.

## Díjazottak

### Volpi Kupa a legjobb színésznek
- 1935 Pierre Blanchar – Bűn és bűnhödés (Crime Et Châtiment)
- 1936 Paul Muni – Pasteur története (The Story Of Louis Pasteur)
- 1937 Emil Jannings – Der Herrscher
- 1938 Leslie Howard – Pygmalion
- 1941 Ermete Zacconi – Don Buonaparte
- 1942 Fosco Giachetti – Bengasi
- 1947 Pierre Fresnay – Monsieur Vincent
- 1948 Ernst Deutsch – A per (Der Prozess)
- 1949 Joseph Cotten – Portrait of Jennie
- 1950 Sam Jaffe – Aszfaltdzsungel (The Asphalt Jungle)
- 1951 Jean Gabin – La Nuit est Mon Royaume
- 1952 Fredric March – Az ügynök halála (Death of a Salesman)
- 1953 Henri Vilbert – Le Bon Dieu Sans Confession
- 1954 Jean Gabin – L'air De Paris (Az utolsó akció – Touchez Pas au Grisbi – című film része)
- 1955 Curd Jürgens – Les Héros Sont Fatigués és Kenneth More – The Deep Blue Sea
- 1956 Bourvil – Átkelés Párizson (La Traversée de Paris)
- 1957 Anthony Franciosa – A Hatful of Rain
- 1958 Alec Guinness – A ló szája
- 1959 James Stewart – Egy gyilkosság anatómiája (Anatomy of a Murder)
- 1960 John Mills – Tunes of Glory
- 1961 Mifune Tosiró – A testőr (Yojimbo)
- 1962 Burt Lancaster – Az alcatrazi ember (Birdman of Alcatraz)
- 1963 Albert Finney – Tom Jones
- 1964 Tom Courtenay – A királyért és a hazáért (King and Country)
- 1965 Mifune Tosiró – Rőtszakállú (Akahige)
- 1966 Jaques Perrin – Un Uomo a Metà és La busca
- 1967 Ljubiša Samardžić – Reggel (Jutro)
- 1968 John Marley – Arcok (Faces)
- 1983 Mitchell Litschenstein, Matthew Modine, Michael Wright, David Alan Grier, Guy Boyd, George Dzundza – Ejtőernyősök (Streamers)
- 1984 Naseeruddin Shah – Paar
- 1985 Gérard Depardieu – Zsaruszerelem (Police)
- 1986 Carlo delle Piane – Karácsonyi ajándék (Regalo di Natale)
- 1987 Hugh Grant és James Wilby – Maurice
- 1988 Don Ameche és Joe Mantegna – Egyszer fent, egyszer lent
- 1989 Marcello Mastroianni és Massimo Troisi in Hány óra? (Che Ora È?)
- 1990 Oleg Boriszov – Единственият свидетел
- 1991 River Phoenix – Otthonom, Idaho (My Own Private Idaho)
- 1992 Jack Lemmon – Glengarry Glen Ross
- 1993 Fabrizio Bentivoglio – Egy kettéhasadt lélek (Un' Anima Divisa in Due)
- 1994 Xia Yu – Yangguang Canlan De Rizi
- 1995 Götz George – A sorozatgyilkos (Der Totmacher)
- 1996 Liam Neeson – Michael Collins
- 1997 Wesley Snipes – Egyéjszakás kaland (One Night Stand)
- 1998 Sean Penn – Zűrzavar (Hurlyburly)
- 1999 Jim Broadbent – Tingli-tangli (Topsy-Turvy)
- 2000 Javier Bardem – Mielőtt leszáll az éj (Before Night Falls)
- 2001 Luigi Lo Cascio – Luce Dei Miei Occhi
- 2002 Stefano Accorsi – Egy utazás, amit szerelemnek hívtak (Un Viaggio Chiamato ore)
- 2003 Sean Penn – 21 gramm (21 grams)
- 2004 Javier Bardem – A belső tenger (Mar Adentro)
- 2005 David Strathairn – Jó estét, jó szerencsét!
- 2006 Ben Affleck – Hollywoodland
- 2007 Brad Pitt – Jesse James meggyilkolása, a tettes a gyáva Robert Ford (The Assassination of Jesse James by the Coward Robert Ford)
- 2008 Silvio Orlando – Giovanna apja (Giovanna's Father)
- 2009 Colin Firth – Egy egyedülálló férfi (A Single Man)
- 2010 Vincent Gallo – Ölésre ítélve (Essential Killing)
- 2011 Michael Fassbender – A szégyentelen (Shame)
- 2012 Philip Seymour Hoffman, Joaquín Phoenix – The Master
- 2013 Themis Panou – Miss Violence
- 2014 Adam Driver – Éhes szívek (Hungry Hearts)
- 2015 Fabrice Luchini – L’hermine
- 2016 Oscar Martínez – El ciudadano ilustre
- 2017 Kamel El Basha – A sértés (L’insulte)
- 2018 Willem Dafoe – Van Gogh az örökkévalóság kapujában (At Eternity’s Gate)
- 2019 Luca Marinelli – Martin Eden
- 2020 Pierfrancesco Favino – Padrenostro
- 2021 John Arcilla – On the Job: The Missing 8
- 2022 Colin Farrell – A sziget szellemei (The Banshees of Inisherin)
- 2023 Peter Sarsgaard - Emlékeink (Memory)
- 2024 Vincent Lindon - The Quiet Son

### Volpi Kupa a legjobb színésznőnek
- 1935 Paula Wessely – Episode
- 1936 Annabella – Veille D'armes
- 1937 Bette Davis – Kid Galahad & Marked Woman
- 1938 Norma Shearer – Marie Antoinette
- 1941 Luise Ullrich – Annelie
- 1942 Kristina Soderbaum – Az aranyváros (Die Goldene Stadt)
- 1947 Anna Magnani – L'onorevole Angelina
- 1948 Jean Simmons – Hamlet
- 1949 Olivia de Havilland – The Snake Pit
- 1950 Eleanor Parker – Caged
- 1951 Vivien Leigh – A vágy villamosa (A Streetcar Named Desire)
- 1953 Lilli Palmer – The Four Poster
- 1956 Maria Schell – Gervaise
- 1957 Dzidra Ritenberga – Malva
- 1958 Sophia Loren – A fekete orchidea (The Black Orchid)
- 1959 Madeleine Robinson – Kettős küldetésben (À Double Tour)
- 1960 Shirley MacLaine – Legénylakás (The Apartment)
- 1961 Suzanne Flon – Tu ne Tueras Point
- 1962 Emmanuelle Riva – Thérèse Desqueyroux
- 1963 Delphine Seyrig – Muriel
- 1964 Harriet Andersson – Att älska
- 1965 Annie Girardot – Három szoba Manhattenben (Trois Chambres à Manhattan)
- 1966 Natalja Arinbaszarova – Az első tanító (Первый учитель)
- 1967 Shirley Knight – Dutchman
- 1968 Laura Betti – Teoréma (Teorema)
- 1983 Darling Legitimus – Rue Cases Nègres
- 1984 Pascale Ogier – Teliholdas éjszakák (Les Nuits De Pleine Lune)
- 1986 Valeria Golino – Storia d'amore
- 1987 Kang Soo-Yeon – Contract Mother
- 1988 Shirley MacLaine – Madame Sousatzka
- 1988 Isabelle Huppert – Női ügy (Une Affaire De Femmes)
- 1989 Peggy Ashcroft és Geraldine James – Oly távol, oly közel (She's Been Away)
- 1990 Gloria Münchmeyer – Hold a tükörben (La Luna en el Espejo)
- 1991 Tilda Swinton – II. Edward
- 1992 Gong Li – Kjú Dzsű története (Qiu Ju Da Guan Si)
- 1993 Juliette Binoche – Három szín: kék (Trois Coleurs: Bleu)
- 1994 Maria de Medeiros – Két fivér, egy nővér (Três Irmãos)
- 1995 Sandrine Bonnaire és Isabelle Huppert – A szertartás (La Cérémonie)
- 1996 Victoire Thivisol – Ponette
- 1997 Robin Tunney – Niagara, Niagara
- 1998 Catherine Deneuve – A Vendôme tér asszonya (Place Vendôme)
- 1999 Nathalie Baye – Pornográf viszony (Une Liaison Pornographique)
- 2000 Rose Byrne – 1967 istennői (The Goddess of 1967)
- 2001 Sandra Ceccarelli – A szerelmes taxisofőr (Luce Dei Miei Occhi)
- 2002 Julianne Moore – Távol a mennyországtól (Far from Heaven)
- 2003 Katja Riemann – Rosenstrasse
- 2004 Imelda Staunton – Vera Drake
- 2005 Giovanna Mezzogiorno – A múlt árnyai (La Bestia nel Cuore)
- 2006 Helen Mirren – A királynő (The Queen)
- 2007 Cate Blanchett – I'm Not There - Bob Dylan életei (I'm Not There)
- 2008 Dominique Blanc - (L'Autre)
- 2009 Kseniya Rappoport - A második óra (The Double Hour)
- 2010 Ariane Labed – Attenberg
- 2011 Deanie Ip – Tao Jie
- 2012 Hadas Yaron – Lemale et Ha'chalal
- 2013 Elena Cotta – Via Castellana Bandiera
- 2014 Alba Rohrwacher – Éhes szívek (Hungry Hearts)
- 2015 Valeria Golino – Per amor vostro
- 2016 Emma Stone – Kaliforniai álom (La La Land)
- 2017 Charlotte Rampling – Hannah
- 2018 Olivia Colman – A kedvenc (The Favourite)
- 2019 Ariane Ascaride – Gloria Mundi
- 2020 Vanessa Kirby – Pieces of a Woman
- 2021 Penélope Cruz – Párhuzamos anyák (Madres paralelas)
- 2022 Cate Blanchett – Tár (TÁR)
- 2023 Cailee Spaeny - Priscilla
- 2024 Nicole Kidman - Jókislány (Babygirl)